# Khabul Xah
Khabul Shah (+ 1370) fou kan del Kanat de Txagatai del 1364 al 1370.
Khabul Shah fou proclamat kan per Amir Husayn, cap dels karaunes i amir principal del kanat, el 1364, poc després de l'assassinat del seu antecessor Adil Sultan. Khabul Shah mai va gaudir de poder efectiu. El 1370 fou executat per les forces de Tamerlà que acabaven de prendre el control del kanat derrotant i matant a Amir Husayn. Tamerlà va posar llavors al tron a Suurgatmish.